# Mieczysław Jaworski

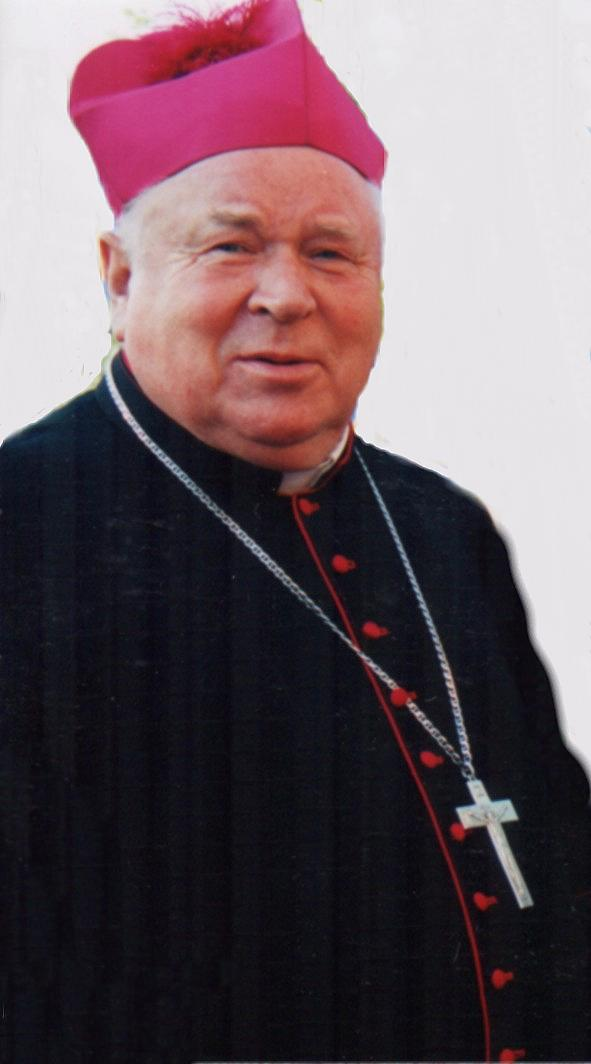
Mieczysław Jaworski

Mieczysław Jaworski (* 29. Juli 1930 in Morawica; † 19. August 2001 in Kielce) war römisch-katholischer Weihbischof in Kielce.

## Leben
Mieczysław Jaworski empfing am 17. Juni 1956 die Priesterweihe.
Papst Johannes Paul II. ernannte ihn am 7. Mai 1982 zum Weihbischof in Kielce und Titularbischof von Rapidum. Der Bischof von Kielce, Stanisław Szymecki, weihte ihn am 6. Juni desselben Jahres zum Bischof; Mitkonsekratoren waren eben Edward Henryk Materski, Bischof von Sandomierz-Radom, und Jan Gurda, Weihbischof in Kielce. Als Wahlspruch wählte er Diligere Misericordiam.